# Chumy Chúmez
Jose Maria González Castillo dit Chumy Chúmez, né le 8 mai 1927 à Saint-Sébastien (Espagne) et mort le 10 avril 2003 à Madrid, est un dessinateur satirique, écrivain et réalisateur espagnol.

## Biographie
Chumy Chúmez fut dessinateur de presse, dans des journaux et divers magazines tels que La Codorniz, Triunfo ou Madrid. Il fut interdit par le régime franquiste en 1971.
Ensuite, il fonda Hermano Lobo pour lequel il continua à dessiner.
Dans les années 1960, il réalisa de nombreux documentaires.
Il est aussi l'auteur de nombreux livres. 
Bio-graphia, film expérimental grec de 1975, est la mise en images de certains de ses dessins racontant ses souvenirs de la guerre civile. Une version papier a été tirée du travail préparatoire, éditée, publiée (en français en 1973, chez Solin).
En 2002, il est le troisième lauréat du prix ibéro-américain d'humour graphique Quevedos (doté de 30 000 € pour l'ensemble de son œuvre.

## Recueils de dessins satiriques
- Todos somos de derechas, 1973.
- Una biografía, 1973.
- El libro de cabecera, 1975.
- Con las tetas cruzadas, 1978.

## Ouvrages
- El manzano de tres patas, 1956.
- Mi tío Gustavo. que en gloria esté, Taurus, 1958.
- Humor de contrabando,  avec Miguel Salabert, 1962.
- El rabioso dolor y otros bienes de consumo, 1971.
- Yo fui feliz en la guerra, 1986.
- Ayer casi me muero, 1988.
- Ser humorista, 1988.
- La enfermedad desde el enfermo, 1992.
- Por fin un hombre honrado, 1994.
- Dios nos coja confesados, 1996.
- Hacerse un hombre, 1996.
- Cartas de un hipocondríaco a su médico de cabecera, 2000.
- Vida de maqueto, Edaf, 2003.  (ISBN 9788496107175).